# Michal Herzog
Pour les articles homonymes, voir Herzog.
Michal Herzog (en hébreu : מיכל הרצוג), née Afek le 15 mai 1961 à Ein Harod (Ihud) (en), est une avocate israélienne. Elle est Première dame d'Israël depuis 2021 en tant qu'épouse d'Isaac Herzog, président d'Israël.

## Biographie

### Jeunesse
Michal Afek naît le 15 mai 1961 dans le kibboutz Ein Harod et grandit à Tel Aviv-Jaffa et dans le quartier de Neve Rom à Ramat Hasharon. Ses parents sont Zvia Afek (née Brin), enseignante à Afoula, et Shaul Afek (he), membre du Palmach et colonel du Tsahal. Son cousin paternel est l'avocat général en chef des armées, Sharon Afek.

### Carrière
En 1986, elle est diplômée en droit de l'université de Tel Aviv et, en 1988, elle reçoit une licence de l'association du barreau israélien (en). Elle est engagée par le cabinet d'Uri Slonim (he) et représente, entre autres, le braqueur de banque Ronnie Leibowitz (en), le chef du service de sécurité du Shin Bet, Dror Yitzhaki, devant la commission Shamgar (en) créée après l'assassinat d'Yitzhak Rabin, et la Banque Leumi en 1993, à la suite de la crise boursière des banques israéliennes de 1983 (en).
Herzog a siégé au conseil d'administration de Ma'aleh, une organisation qui œuvre à la promotion des questions de responsabilité des entreprises et à l'élaboration de normes de gestion responsable en Israël. Elle a été directrice de Polar Investments et directrice externe de Friedenson Logistics Services.
En 2021, son mari est élu président d'Israël, ce qui fait d'elle la première dame d'Israël.

### Vie privée
Pendant son service dans les Forces de défense israéliennes, elle sert dans les services de renseignement, où elle rencontre son futur mari, Isaac Herzog, qu'elle épouse en août 1985,. Ils ont trois fils, Noam, Matan et Roy, et vivent dans le quartier de Tzahala (en) à Tel-Aviv.